# Новое время (газета)
«Но́вое вре́мя» — русская общественно-политическая и литературная газета, издававшаяся в 1868—1917 годах в Санкт-Петербурге.
До 234-го номера в 1869 году выходила 5 раз в неделю, затем ежедневно. С 1881 года выходило 2 издания — утреннее и вечернее. С 1891 года издавалось еженедельное иллюстрированное приложение.

## Издатели
- А. К. Киркор и Н. Н. Юматов (1868—1872)
- Ф. Н. Устрялов (1872—1873)
- О. К. Нотович (1873—1874)
- К. В. Трубников (1874—1876)
- А. С. Суворин (1876—1912)
- Товарищество А. С. Суворина «Новое время» (1912—1917).

При Устрялове в либеральной газете «Новое время» была напечатана передовица, посвящённая выходу на русском языке первого тома «Капитала» Маркса (№ 106, от 23 апреля 1872 г. по ст. ст.).
Дружеские связи с редакцией газеты и с Сувориным лично поддерживал Антон Чехов.
При Суворине «Новое время» имело противоречивую репутацию: с одной стороны, это была большая газета «европейского типа», в ней печатались наиболее подробные зарубежные новости, объявления крупнейших компаний, подробная хроника, некрологи известных деятелей.
С другой стороны, чем дальше, тем больше в русском либеральном обществе складывалась репутация «Нового времени» как сервильной, реакционной и беспринципной газеты, а слово «нововременец» становилось нарицательным. Во многом это было связано с журналистской деятельностью В. П. Буренина, с антисемитскими выступлениями на страницах газеты в связи с делом Дрейфуса и т. п. Отрицательно воспринимали газету и сравнительно аполитичные русские модернисты 1900—1910-х годов (из-за литературной позиции Буренина), что не помешало многим из них (Фёдор Сологуб, Михаил Кузмин, Георгий Иванов) в 1914—1915 годах сотрудничать в издававшемся при «Новом времени» высокогонорарном журнале «Лукоморье».

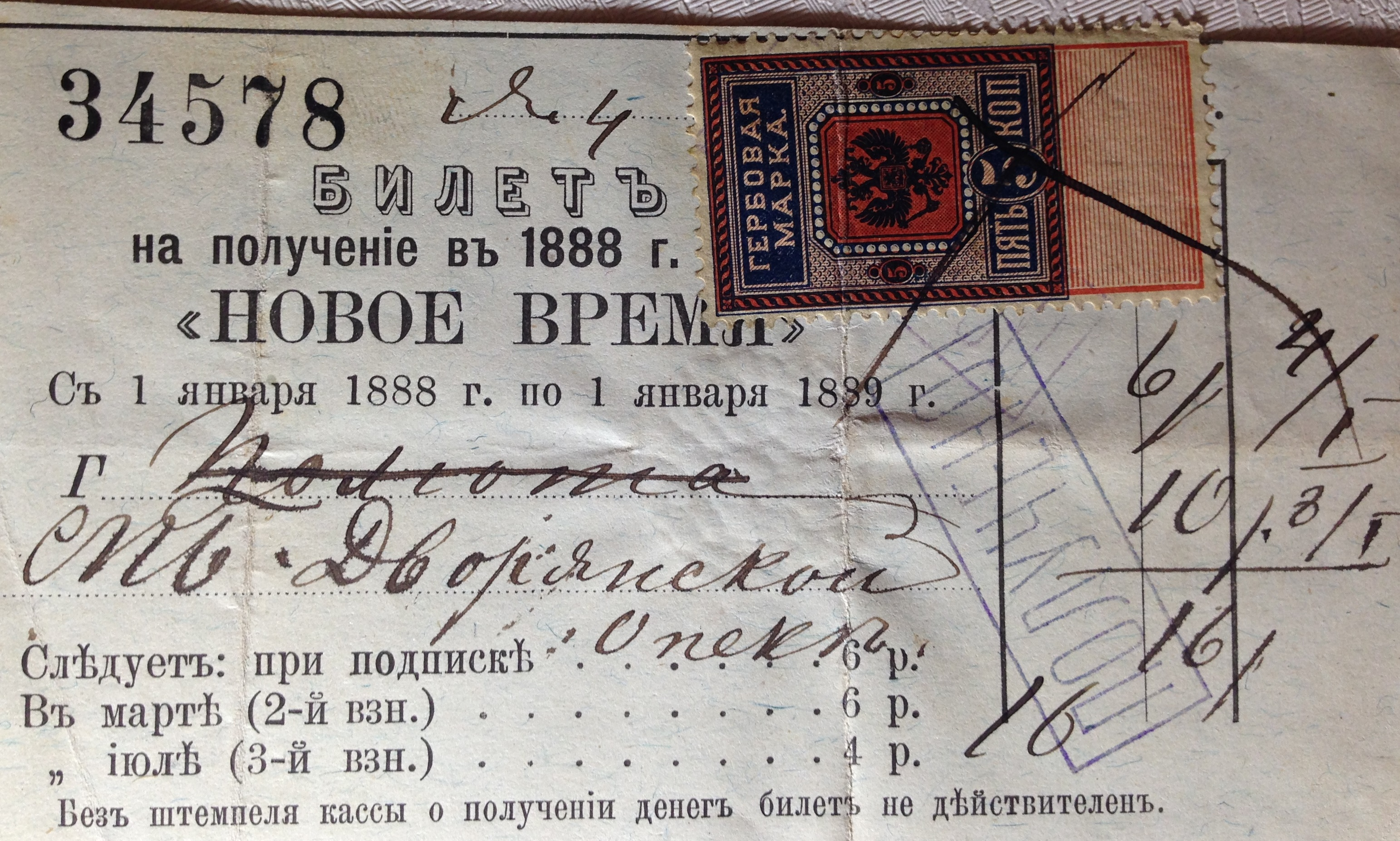
Оплата подписки на газету «Новое время»

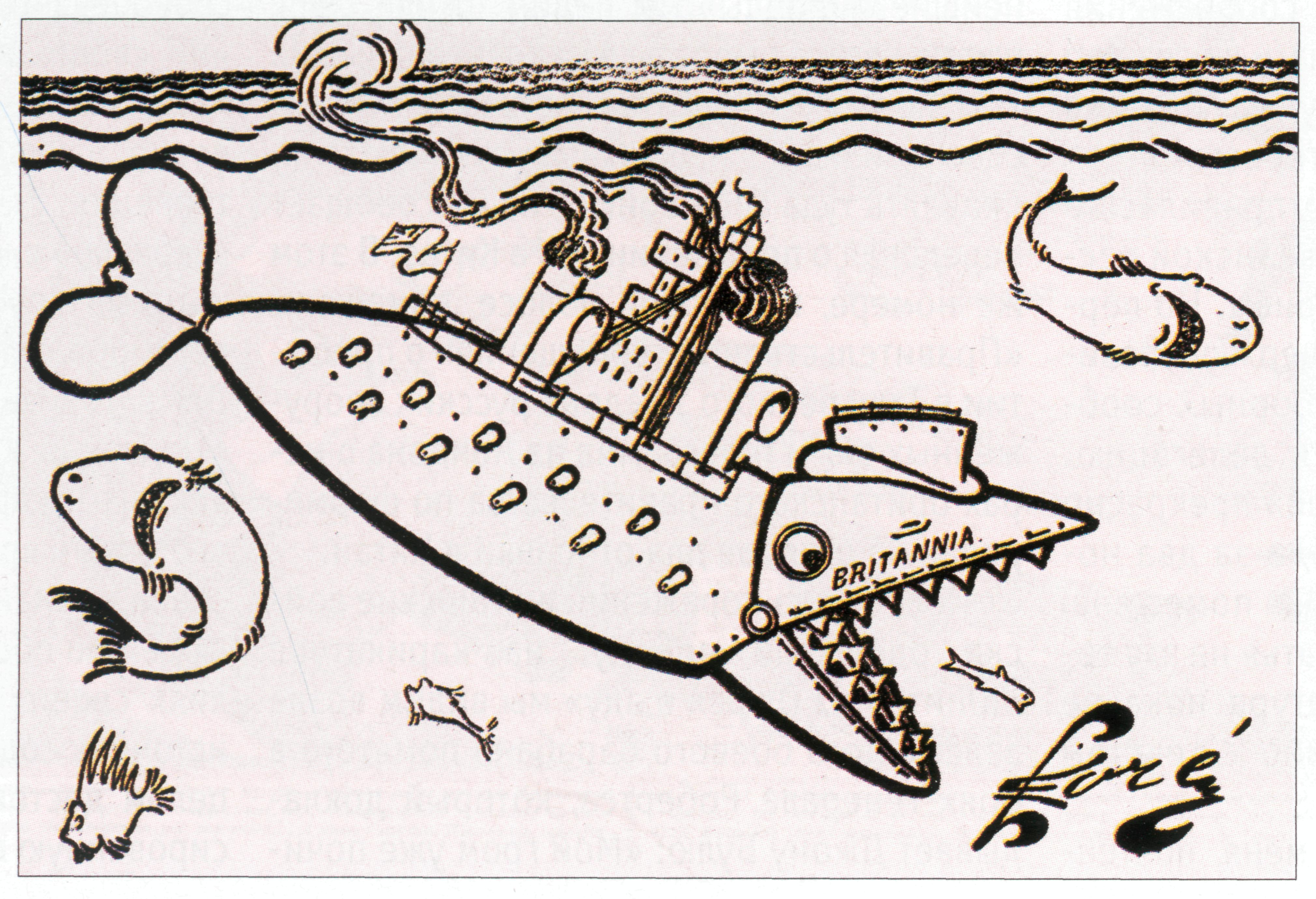
Если бы Трансвааль был рыбой… Карикатура из газеты, 1899

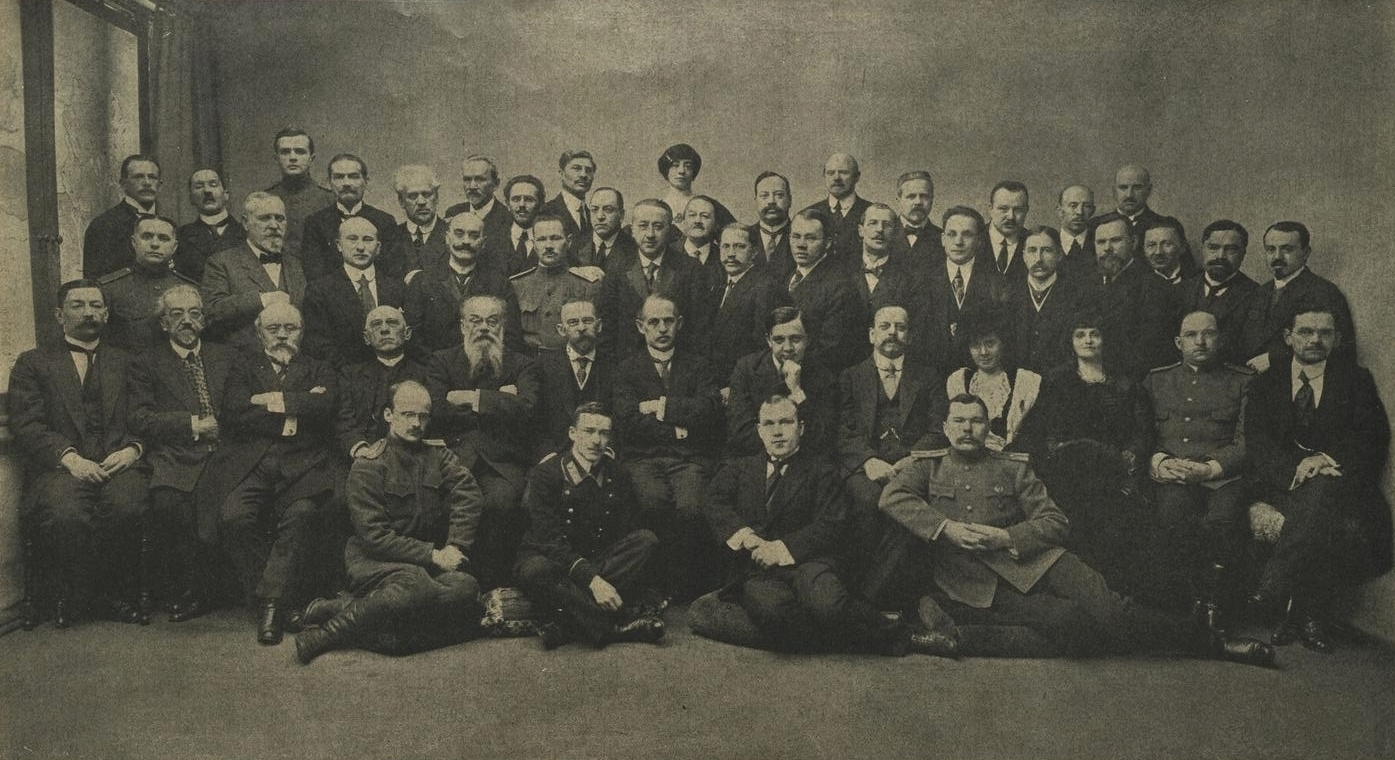
1916 год. Группа сотрудников газеты «Новое время»

Религиозный и политический философ Николай Бердяев в статье «Судьба русского консерватизма» (1904) также неодобрительно высказался о суворинской газете: «„Новое время“ останется в русской истории как символ пережитого нами позора, как яркий образец литературного разврата и проституции».
В 1901—1917 годах одним из ведущих публицистов газеты был Михаил Меньшиков.
Газета была закрыта большевиками на другой день после Октябрьской революции, 26 октября (8 ноября) 1917 года.
С 22 апреля 1921 года по 26 октября 1930 года сын Суворина Михаил Алексеевич издавал одноимённую газету в Белграде.